# 内藤喜文
内藤 喜文（ないとう よしふみ、1959年〈昭和34年〉7月16日 - ）は、日本の政治家。第8代神奈川県湯河原町長。

## 来歴
1959年7月16日、神奈川県湯河原町で誕生。
1978年（昭和53年）、神奈川県立小田原高等学校を卒業。 1983年（昭和58年）、東京理科大学工学部を卒業し、
湯河原町役場に入庁。2013年（平成25年）、地域政策課長。2016年（平成28年）、政策グループ参事（旧部長級）。
2024年（令和6年）5月5日、湯河原町長冨田幸宏が、骨髄異形成症候群による造血幹細胞移植後の移植片対宿主病の検査入院中に死去。21日、内藤は湯河原町役場を退職。5月27日、冨田幸宏前町長死去に伴い実施される湯河原町長選挙への立候補を表明。6月18日実施の湯河原町長選挙で初当選を果たした。

### 2024年湯河原町長選挙
当時の町長であった冨田幸宏の死去に伴い実施され、6月18日告示。町長選挙では元湯河原町議の土屋由希子も立候補し、23日の投開票で土屋を破って初当選した。
※当日有権者数：20,493人 最終投票率：55.50%（前回比： 2.92pts）
| 候補者名   | 年齢 | 所属党派 | 新旧別 | 得票数  | 得票率 | 推薦・支持 |
| ---------- | ---- | -------- | ------ | ------- | ------ | ---------- |
| 内藤喜文   | 64   | 無所属   | 新     | 7,284票 | 64.7%  |            |
| 土屋由希子 | 41   | 無所属   | 新     | 3,968票 | 35.3%  |            |